# Daredžan Dadiani
Daredžan Dadiani, gruz. დარეჯანი, također znana i kao Darija (rus. Дарья Георгиевна) (27. srpnja 1738. – 8. studenog 1807.) je bila supruga kraljica Kahetije, kasnije Kartlije i Kahetije u istočnoj Gruziji, te treća žena kralja Erekla II. Kći je Katsia-Giorgi Dadian iz poznate kuće Dadiani. Daredžan se udala za Erekla 1750. godine, i njihov brak je potrajao čak 48 godina, sve do njegove smrti 1798. godine. Imali su 23 djece. U posljednjim godinama vladavine njezina supruga, Daredžan je imala značajan utjecaj na politiku i sudske poslove. Bila je skeptična prema proruskoj politici kralja i njegovog nasljednika, a njezina posinka, Đure. Njegovo je uspeće na tron pokušala spriječiti u korist svoje djece. Nakon ruske aneksije Gruzije, deportirana je u Rusiju, gdje je i umrla u dobi od 69 godina. Pokopana je u manastiru Svetog Aleksandra Nevskog.